# Ebba Nexø
Ebba Nexø (født 4. oktober 1943 i Århus) er speciallæge i klinisk biokemi og professor emirita i faget ved Aarhus Universitet. Hun har gennem mere end 40 år forsket inden for Vitamin B12-området, hvor hendes forskning har vakt stor opsigt.